# La Flèche d'or (train)

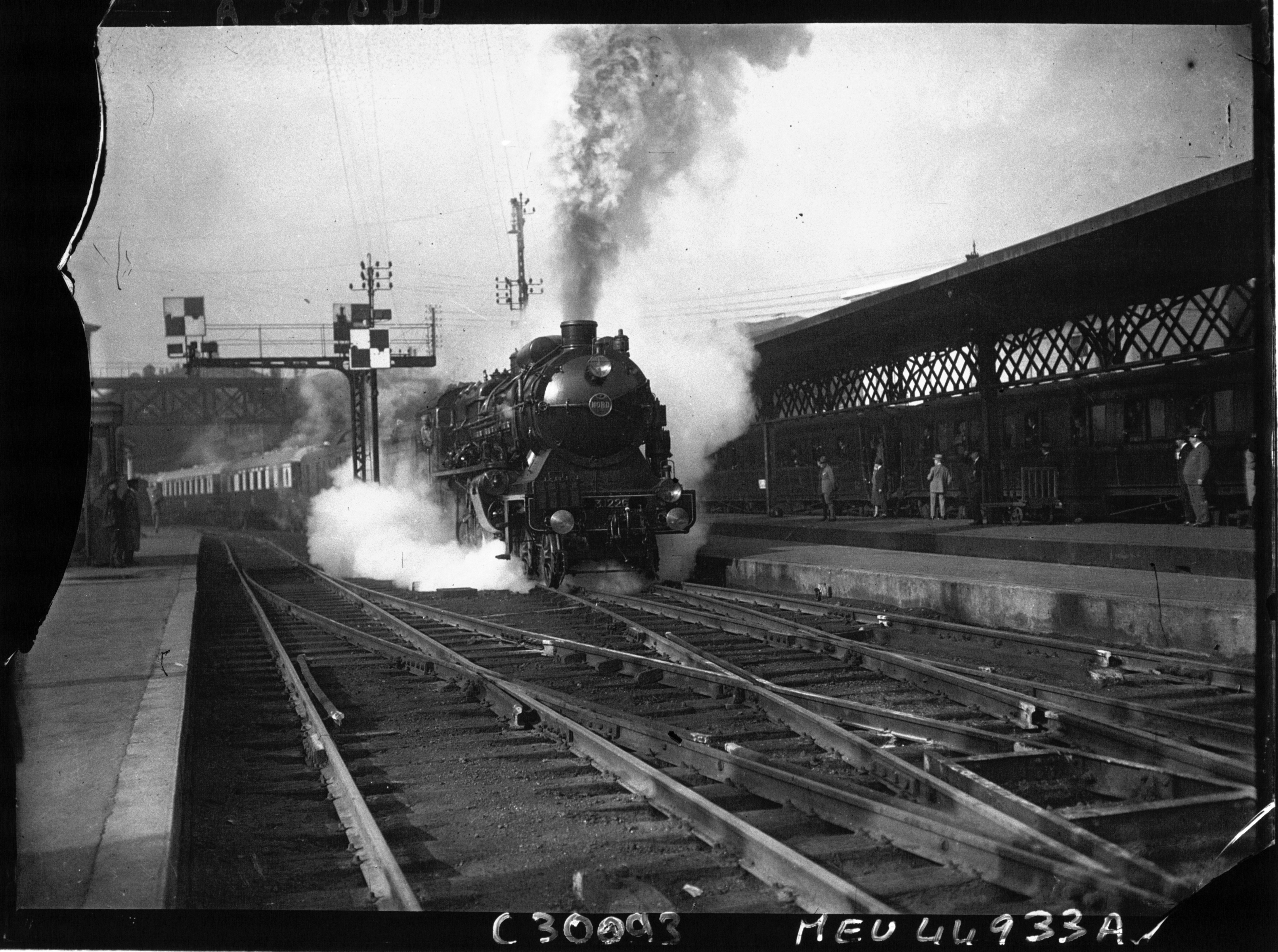
La première flèche d'or au départ de la gare du Nord.

Pour les articles homonymes, voir La Flèche d'or.

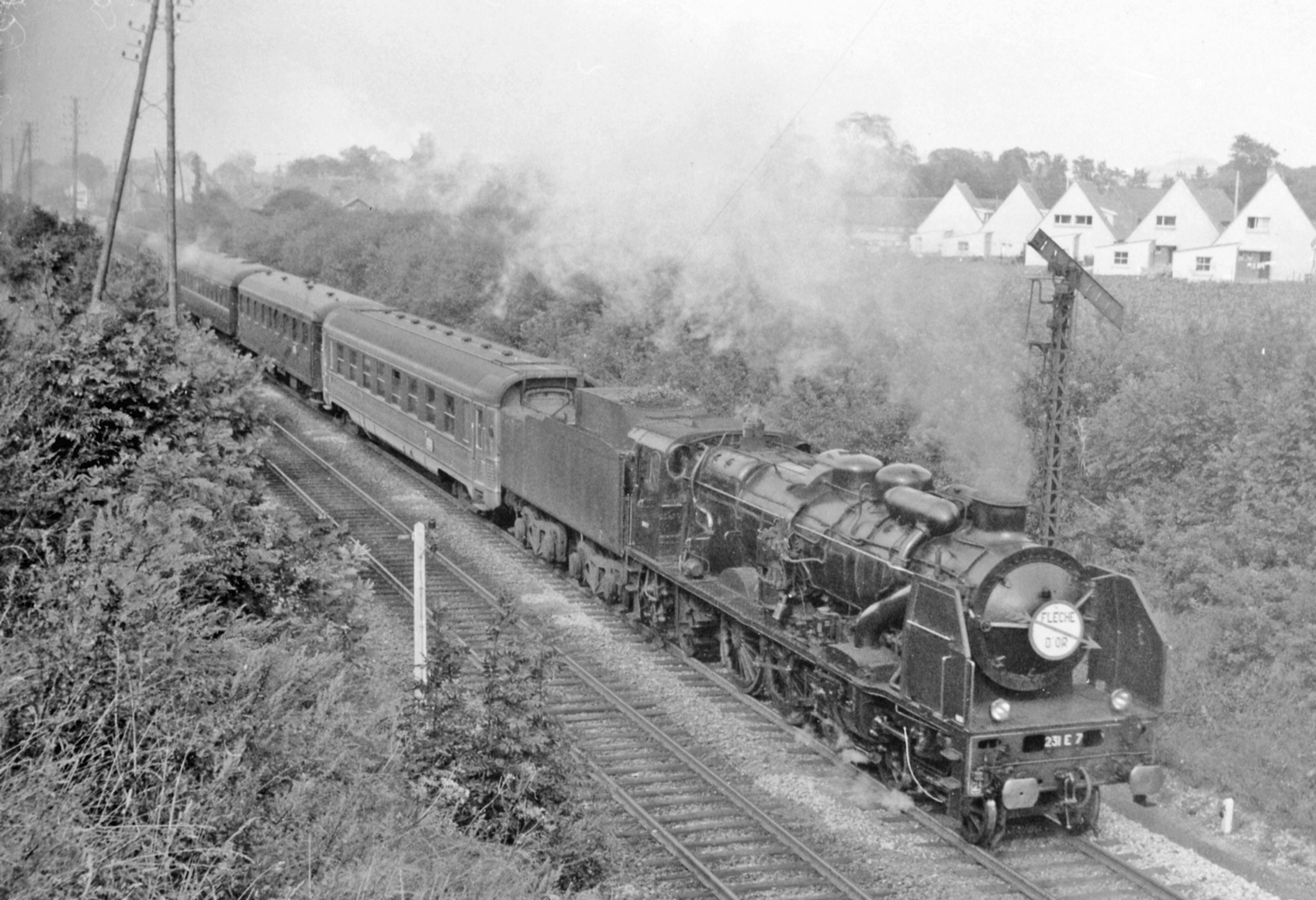
La Flèche d'Or tractée par la 231 E 7 vers Boulogne en 1963.

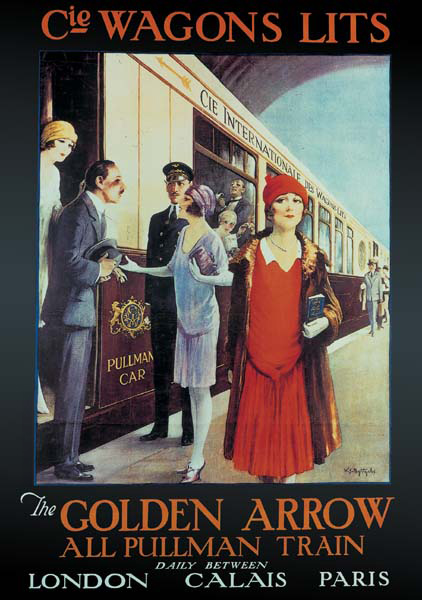
Publicité.

La Flèche d'Or (dénommé Golden Arrow du côté britannique) était un service « train + bateau » de première classe qui circula entre Paris (Gare du Nord), Calais-Maritime et Londres (Victoria Station) de 1926 à 1972 (sauf pendant l'Occupation). Ce service était assuré par la célèbre CIWL.

## Histoire

### Origines (1926-1939)
La Compagnie du Nord lance la Flèche d'Or le 13 septembre 1926 pour relier Paris-Nord à Londres-Victoria avec un train express composé de luxueuses voitures Pullman. 
Initialement, les voyageurs empruntaient le train français à Paris-Gare du Nord qui les conduisait à la gare de Calais-Maritime (ou Boulogne-Maritime selon les saisons) via Amiens, puis après avoir traversé la Manche par bateau spécial jusqu'à Douvres, ils empruntaient un train rapide vers Londres et inversement.
Le transport ferroviaire du côté britannique était pris en charge par Southern Railway, tandis que la Compagnie des chemins de fer du Nord assurait le transport côté français. Ces deux partenaires assuraient conjointement la commercialisation du service réalisé à une moyenne de 110 km/h à terre, et un voyage total effectué à plus de 70 km/h de moyenne, un record maintenu jusqu'à la mise en service des trains Eurostar.
Après la crise de 1929, le service intègre les voyageurs Pullman de seconde classe et le ferry n'accueille plus exclusivement des voyageurs ferroviaires de première classe.
Après leurs nationalisations respectives, la Southern Railways et la Compagnie des Chemins de Fer du Nord sont remplacées par British Railways et la SNCF qui ne modifient pas le service jusqu'au déclenchement de la 2e Guerre Mondiale.

### Renaissance du service (1946-1950)
Le 15 avril 1946 les rames Pullman reprennent du service tant bien que mal entre matériel et charbon manquant et détournements dus aux destructions. En 1949, le service redevient définitivement régulier et tous les trains sont prévus à 10 h 30 au départ de Londres Victoria pour atteindre Paris-Nord à 17 h 30, dans le sens inverse le départ a lieu à 12 h 15 de Paris-Nord pour arriver à Londres-Victoria à 19 h 30. Soit un trajet de 6 h (décalage horaire compris) dans le sens Grande-Bretagne-Paris et de 6 h 15 min dans l'autre sens ce qui constitua un record inégalé jusqu'à la mise en service des trains Eurostar.

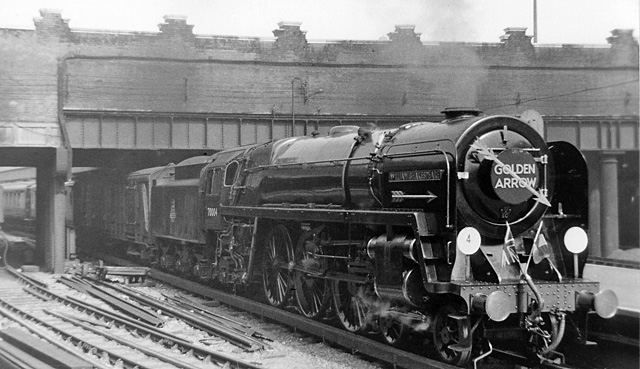
Une Pacific Standard Class 7 des British Railways en tête du train « Golden Arrow » en 1953.
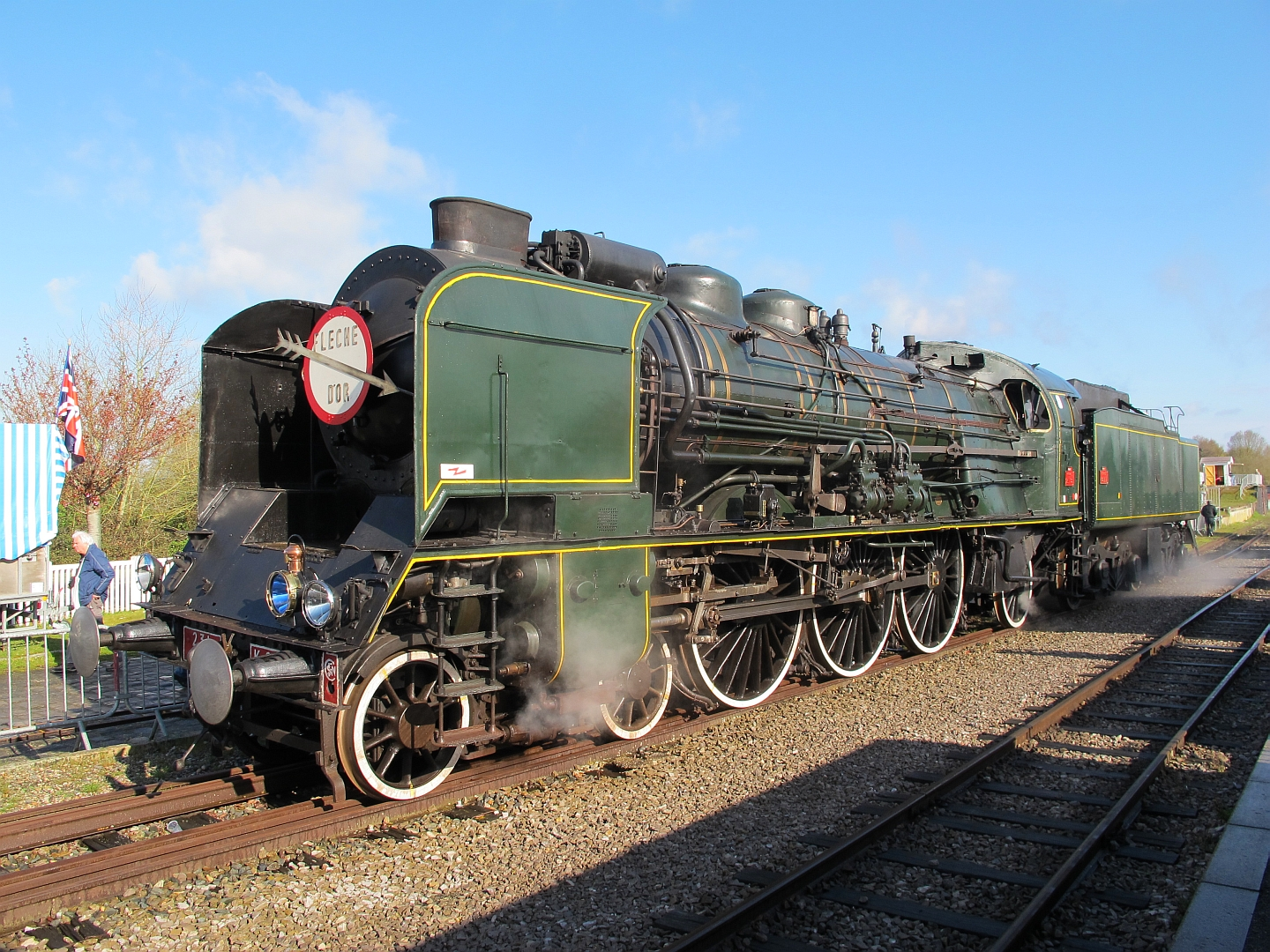
La Pacific SNCF 231 K 8 arborant le monogramme « Flèche d'Or ».
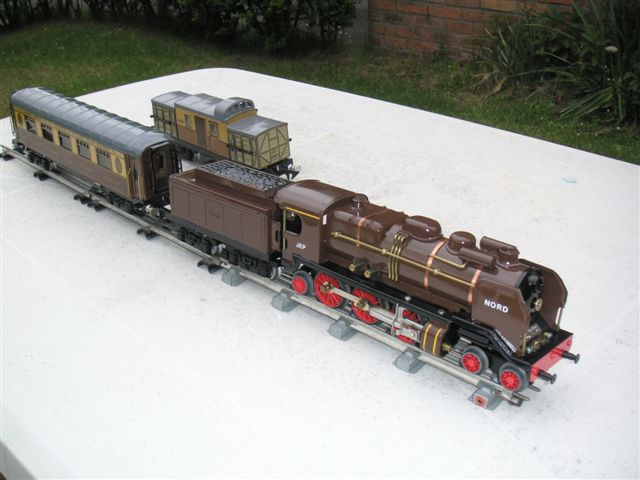
La Flèche d'Or a donné lieu à des miniatures, ici la version JeP de 1934.

### Ère moderne
En 1958, l'électrification de la ligne Paris-Amiens, puis en 1961, celle des lignes de la Kent Coast aboutissant à Londres, procurent un gain de temps de 82 minutes dans le sens Paris-Londres et de 80 minutes dans le sens Londres-Paris. La SNCF projette d’électrifier la ligne Amiens-Calais afin de permettre une continuité depuis Paris et d'éviter un long arrêt à Amiens, cependant la crise des années 1970 et les premiers projets de LGV empêchent la réalisation de ce projet, et il faudra se contenter des gains d'une quinzaine de minutes permis par des diesels de puissance.
En 1970, la demande ferroviaire décline entre Londres et Paris, concurrencée par l'avion et les aéroglisseurs trans-manches. La dernière Flèche d'Or Paris-Londres circule le 30 septembre 1972, alors que le Pullman, côté français, avait déjà été supprimé en 1969.
Le nom Flèche d'or reste utilisé en France jusque dans les années 1990, pour désigner un Paris-Amiens-Calais qui peu à peu devient un train classique trains grandes lignes multi-arrêts. La gare de Calais-Maritime ferme en 1994 et est démantelée en 1996.

## Matériel

### Voitures

#### Lesvoitures Pullman
Le train se composait typiquement de dix voitures de luxe de type Pullman à la livrée marron et crème restée célèbre – dont certaines, en couplage, étaient équipées de cuisines. À partir de la crise de 1929, des Pullman de deuxième classe sont introduites sur le train elles circuleront jusqu'en 1969 côté français. Côté britannique, une nouvelle série de Pullmans est mise en service à l'occasion du Festival of Britain de 1951.

#### CIWLetDEV AO/Inox
Après-guerre, le train connait des rames très diversifiées composées de voitures CIWL Pullman et Restaurant combinées à des voitures "Rapide Nord" voire "Express Nord" ainsi que des voitures DEV AO/Inox.

#### Le matérielInoxpuis lesCorail
Dans les années 1950, les toutes nouvelles voitures inox SNCF font leur apparition côté français, remplacées à partir des années 1980 par des rames Corail avec bar et service de restauration à la place en première classe.

#### La fin des rames tractées
Quelques rames TGV Sud-Est et Eurostar ont assuré la liaison Paris-Calais via Lille et la LGV électrifiée lors des dernières semaines du service avant la mise en service du Tunnel sous la Manche en 1994.

### Locomotives
Dès l'origine, les machines titulaires des Flèches d'Or ont été dotées d'une plaque décorative en forme de flèche d'or pointant vers le sol sur leur face avant. La flèche d'or des machines électriques avait la particularité de monter elle vers le ciel. Jusqu'en 1958 les machines assuraient le parcours de bout en bout. À partir de cette date un "relais traction" est assuré à Amiens où s'arrête toujours la caténaire venant de Paris allongeant le temps de parcours de 13 minutes.

#### Atlantic Nord 2.600(2-221 A SNCF)
Née en 1900 cette locomotive devait couvrir en 3 heures la distance de 300 km en tête d'un train de 300 tonnes. En 1936, la n° 2.659 atteint la vitesse de 155 km/h.

#### Ten Wheel Nord 3.500(2-230 D SNCF)
Mises en service à partir de 1908, on les voit remorquant des trains de plus de 600 tonnes à 115 km/h. En 1938, lors de la création de la SNCF, l'ensemble des 149 locomotives "3500" encore en service sont numérotées 230 D et peintes en vert sombre, elles continuent leur service jusque dans les années 60.

#### Superpacific 3.1200(2-231 C SNCF)
La Superpacific du réseau Nord fut, durant les années 1920, une des locomotives les plus extraordinaires de son temps : c'était une petite Pacific, mais nerveuse au démarrage et puissante à la traction, et elle surpassait, et de très loin, les autres, plus grandes et plus lourdes. Les "Superpacific", devenue 231-C à la création de la SNCF en 1938, font une excellente carrière jusqu'à l'électrification du réseau Nord amorcée en 1958.

#### Pacific Chapelon 3.1100(2-231 E SNCF)
Probablement l'une des plus emblématiques des machines de traction de la Flèche d'Or, la Pacific Chapelon dans sa livrée chocolat à filets jaunes, a assuré les trains français sur 280 km à une moyenne de 110 km/h jusqu'à l'électrification en 1958. Elle a continué à prendre les relais sur la section Amiens-Calais jusqu'en 1967.

#### Pacific Sud-Est ex-PLM(2-231 G&KSNCF)
Les Pacific 231 G et 231 K ex-PLM, mutées dès 1950 de la région Sud-Est sur le Nord à la suite de l'électrification de la ligne de Paris à Lyon, assurèrent la traction de la Flèche d'Or, jusqu'au samedi 11 janvier 1969 pour le parcours de Amiens à Calais avec les 231 K 82 et 22. Ce jour fut également le dernier en service normal pour les Pacific françaises.

#### Mikado 141 R SNCF
Dès le début des années 1960, les 141 R du dépôt de Boulogne assistèrent les Pacific en double traction à la remorque de certaines compositions lourdes de la Flèche d'Or entre Boulogne-sur-Mer et Calais. La vitesse de ces trains étant alors limitée à 100 km/h.

#### Traction Diesel et électrique
À la suite de la mise sous tension de l'axe Paris-Lille dans sa totalité en janvier 1959, les BB 16000 assurèrent la traction de la Flèche d'Or sur la partie électrifiée de Paris-Nord à Amiens. Puis au mois de janvier 1969 les locomotives Diesel BB 66000 couplées en unités multiples (UM) avec fourgon-chaudière, remplacèrent la traction vapeur sur la section non électrifiée de  Amiens à Calais. Les BB 66000 seront remplacées à partir du service d'hiver 1970 par des CC 72000 détachées du dépôt de  Culmont – Chalindrey, elles-mêmes remplacées durant l'hiver 1974 – 1975 par des unités multiples de BB 67400 du dépôt de Longueau, jusqu'à la disparition de ce train le 28 septembre 1980.

### Navires
Avec la mise en service, le 15 mai 1939, du train Golden Arrow sur le territoire britannique, les passagers de première classe vont non seulement bénéficier d'un train anglais entièrement Pullman, mais aussi d'un bateau de liaison, le Canterbury.
Descendus dans les gares maritimes de Douvres ou de Calais, les passagers, après avoir bénéficié de conditions exclusives concernant le contrôle des bagages en douane, n'avaient qu'à traverser le quai pour embarquer à bord d'un des ferries de liaison possédé par les compagnies ferroviaires.

#### Le Nord (1929)
Construit par la Société des Chantiers de la Loire pour la Compagnie du Nord et le London Chatham & Dover Railway, le Nord est mis en service en 1898, par la Compagnie des Chemins de Fer du Nord pour effectuer, chaque matin,  la traversée Calais-Douvres acheminant le courrier et les passagers entre le continent et la Grande-Bretagne. Il assure les premiers services Flèche d'Or avant le lancement du Canterbury fin 1929.

#### Le Canterbury (1929-1946)
Construit par Willian Denny & Bros à Dumbarton pour le Southern Railway, le Canterbury est un steamer prévu pour transporter 1 700 personnes. Cependant, le nombre de passagers n'excéda jamais  250 à 300 passagers de 1re classe avant 1931. À cette date, le seul service de première classe n'étant plus rentable à la suite du krach de 1929 et le navire s'ouvre aux passagers de 2e classe et ne se réserve plus au seul service Flèche d'Or.
En 1935, le navire participe au jubilé du Roi George V lors de la Spithead Review of the Royal Navy et retourne au service Calais-Douvres jusqu'à la Déclaration de guerre en 1939.
Le bateau commence alors une carrière militaire de transport des troupes et des réfugiés, il intervient notamment à Dunkerque entre le 25 mai et le 4 juin 1940 où il permettra de sauver des milliers d'hommes puis participera au débarquement en Normandie le jour J.
Le 15 avril 1946, il est au rendez-vous de la première Flèche d'Or d'après-guerre et retourne pour six mois au service commercial Flèche d'Or avant d'être transféré comme simple ferry sur la ligne Boulogne-Folkestone jusqu'en 1964, il sera démoli à Anvers le 29 septembre 1965.

#### Le Côte d'Azur (1931-1940)
Construit par les Forges et Chantiers de la Méditerranée au Havre pour la Société Anonyme de Gérance et d'Armement (filiale de la Compagnie des Chemins de Fer du Nord), le navire est mis en service le 14 avril 1931 pour effectuer la traversée  Calais - Douvres en correspondance avec la Flèche d' Or. Il a la particularité d'être également ouvert aux passagers, notamment ceux du Train Bleu et du Calais-Vintimille à destination du sud de la France en remplacement du Nord.
Bombardé et coulé le 27 mai 1940 à Dunkerque, il sera renfloué par les Allemands, rebaptisé Elsass (Alsace), il est remis en service comme mouilleur de mines le 18 octobre 1942 avant de sauter sur une de ses propres mines au large de l'île de Samso (Danemark) le 3 janvier 1945.

#### L'Invicta (1946-1972)
Construit en 1939 pour le compte de la Southern Railways, il est destiné à remplacer le Canterbury en permettant un service plus moderne, plus rapide et plus performant. Cependant, sa mise en service a été retardée par sa réquisition jusqu'en 1945 par l'Amirauté britannique pour service de guerre.
il effectue la liaison maritime Douvres-Calais en correspondance avec la Flèche d'Or à partir de décembre 1946 jusqu'en 1972 avant d'être démantelé à Bruges devenu inutile à la British Rail.

## La Flèche d'Or dans l'art et la fiction
Par son prestige, la Flèche d'Or a inspiré plusieurs œuvres.
- Flèche d'or (Freccia d'oro), un film de Corrado D'Errico sorti en 1935
- La Flèche d'or (The Golden Arrow), un film de Alfred E. Green sorti en 1936
- La Flèche d'or (La freccia d'oro), un film d'Antonio Margheriti sorti en 1962
- Flèche d'or (1952), pièce de Django Reinhardt qui avait souvent l'occasion d'emprunter ce train